# Миссис Брэдли (персонаж)
Дама Беатрис Адела Лестрейндж Брэдли (англ. Beatrice Adela Lestrange Bradley) — сквозной персонаж детективных произведений Глэдис Митчелл. Стала героем 66 романов и 8 рассказов и приобрела культовое значение в мире детективной литературы.

## Биография
Впервые миссис Брэдли, постоянный герой детективных произведений Глэдис Митчелл, изданных под настоящим именем, появилась в романе «Быстрая смерть» (1929). Родилась она якобы в графстве Йоркшир, и на время действия «Быстрой смерти» миссис Брэдли, как пишет Митчелл, было уже 57 лет, что говорит о том, что героиня родилась примерно в 1872 году, а к началу действия романа «Cold, Lone and Still» (1983) (последнего написанного в хронологическом порядке) ей должно было быть 111 лет. Дама Беатрис окончила обычную частную школу, после чего продолжила свое образование в университете. Миссис Брэдли имеет несколько докторских степеней, в том числе почетную докторскую степень в Оксфорде. Известно, что миссис Брэдли никогда не обучалась психологии, но тем не менее психология — её основная профессия, и миссис Брэдли — советник по вопросам психологии в Министерстве Внутренних дел Великобритании. Упомянуто, что она — автор нескольких книг по криминологии; по ходу действия серии она получает титул дамы. Героиня Митчелл — яркая и эксцентричная женщина, с хорошим здоровьем и выносливостью. Оба её мужа были связаны со Скотленд-Ярдом. Чтобы сделать миссис Брэдли ещё более странной и запоминающейся, Митчелл описывает свою героиню как «птеродактиля с улыбкой Чеширского кота», «смертельную змею», «аллигатора с нежной улыбкой». Автор, по мнению М. Хоффман, парадоксально сочетает в образе героини черты «птичьей» безобидности, которые должны быть свойственны пожилой женщине, в то же время подчёркивая её «странность» и некоторую опасность для окружающих. В последних романах за миссис Брэдли закрепляется прозвище «миссис Крокодил», данное ей её секретаршей. Глэдис Митчелл описывает героиню, как женщину, которая значительно сильнее, чем она выглядит, и может справиться с самым опасным маньяком. Миссис Брэдли имеет множество странных привычек (не умеет вязать, но умеет метать ножи), одну из которых Митчелл описывает так:
Желтый указательный палец, которым она часто тыкала людей в ребра, был как железный болт
По описываемую цвету кожи можно предположить, что миссис Брэдли противопоказана жирная пища.
В своих расследованиях миссис Брэдли прибегает к самым разным методам и ухищрениям. Тем не менее, она всегда основывается на психоанализе людей, прежде чем делать какие-либо выводы.
Её сын (от первого брака) — сэр Фердинанд Лестрейндж, королевский адвокат, хотя у неё есть и другие дети. В романе «Быстрая смерть» между Беатрис Брэдли и другим персонажем происходит следующий диалог:
- Я не признаю вину, - заявила миссис Брэдли. - Меня будет защищать Фердинанд Лестрейндж.
- Он же совсем молод!
- Тридцать девять лет, появился на свет в мой восемнадцатый день рождения, - отчеканила миссис Брэдли. - с 1908 по 1911 - Оксфорд, с 1914 года - барристер, 1914-1917 - война. Демобилизован по инвалидности в июне 1917. Ныне он королевский адвокат.
- Как подробно вы осведомлены о его карьере! - заметил Карстерс.
- А как же, он ведь мой сын...

## Наследие
Беатрис Брэдли была одной из любимейших героинь другой известной английской писательницы, Филлис Дороти Джеймс, так же писавшей детективы. Вот как Джеймс писала о миссис Брэдли в своей книге «Детектив на все времена»:
Быть может, самый эксцентричный медик-детектив довоенный лет - кавалерственная дама Беатрис Адела Лестрейндж Брэдли, психиатр из книг Глэдис Митчелл. Впервые она появилась в 1929 году в книге "Быстрая смерть". После этого мисс Митчелл писала по роману, иногда по два в год вплоть до 1984-го. Дама Беатрис - большая оригиналка: немолодая, экстравагантно одетая, с глазами, как у крокодила. Ее высоко ценят как профессионала, хотя методы у нее скорее интуитивные, чем научные; нам сообщают, что она консультирует министерство внутренних дел, но непонятно, означает ли это право лечить всякого министра, чьи странности внушают опасения, или связываться с осужденными преступниками - и то, и другое представляются равно маловероятными. В любом случае у нее хватает времени, чтобы раскатывать по стране со своим шофером Джорджем и увлекаться самыми разными темами: римскими развалинами, оккультизмом, древнегреческой мистикой и лохнесским чудовищем. Миссис Брэдли не раз намекает, что ведет свой род от ведьмы, а своими выводами она явно обязана не столько логической дедукции, сколько оккультным знаниям. Как и Реджи Форчун, она в довольно странных отношениях с властями. Впрочем, я помню, что читала лучшее из книг мисс Митчелл с удовольствием, потому что мне нравился ее стиль, однако сюжеты часто смущали меня своей путаностью. Им явно недоставало рациональности - непременной основы всякого детектива.

### Романы
- «Быстрая смерть» (англ. Speedy Death), (1929)
- «Тайна камня друидов» (англ. The Mystery of a Butcher’s Shop), (1929)
- «Убийства в поместье Лонгер» (англ. The Longer Bodies), (1930)
- «Убийства в Солтмарше» (англ. The Saltmarsh Murders), (1932)
- «Убийство в опере» (англ. Death at the Opera), (1934);
- «Дьявол из Саксон-Уолл» (англ. The Devil at Saxon Wall), (1935)
- Dead Men’s Morris, (1936)
- «Поспеши, смерть!» (англ. Come Away, Death!), (1937)
- St Peter’s Finger, (1938)
- Printer’s Error, (1939)
- Brazen Tongue, (1940)
- Hangman’s Curfew, (1941)
- «Когда я в последний раз умирала» (англ. When Last I Died), (1941)
- Laurels Are Poison, (1942)
- The Worsted Viper, (1943)
- Sunset Over Soho, (1943)
- My Father Sleeps, (1944)
- The Rising of the Moon, (1945)
- Here Comes a Chopper, (1946)
- «Смерть и дева» (англ. Death and the Maiden), (1947)
- The Dancing Druids, (1948)
- Tom Brown’s Body, (1949)
- Groaning Spinney, (1950)
- The Devil’s Elbow, (1951)
- «Эхо незнакомцев» (англ. The Echoing Strangers), (1952)
- Merlin’s Furlong, (1953)
- Faintley Speaking, (1954)
- Watson’s Choice, (1955)
- Twelve Horses and the Hangman’s Noose, (1956)
- The Twenty-third Man, (1957)
- Spotted Hemlock, (1958)
- The Man Who Grew Tomatoes, (1959)
- Say It With Flowers, (1960)
- The Nodding Canaries, (1961)
- My Bones Will Keep, (1962)
- Adders on the Heath, (1963)
- Death of a Delft Blue, (1964)
- Pageant of Murder, (1965)
- The Croaking Raven, (1966)
- Skeleton Island, (1967)
- Three Quick and Five Dead, (1968)
- Dance to Your Daddy, (1969)
- Gory Dew, (1970)
- Lament for Leto, (1971)
- A Hearse on May-Day, (1972)
- The Murder of Busy Lizzie, (1973)
- A Javelin for Jonah, (1974)
- Winking at the Brim, (1974)
- Convent on Styx, (1975)
- Late, Late in the Evening, (1976)
- Noonday and Night, (1977)
- Fault in the Structure, (1977)
- Wraiths and Changelings, (1978)
- Mingled with Venom, (1978)
- Nest of Vipers, (1979)
- The Mudflats of the Dead, (1979)
- Uncoffin’d Clay, (1980)
- The Whispering Knights, (1980)
- The Death-Cap Dancers, (1981)
- Lovers, Make Moan, (1981)
- Here Lies Gloria Mundy, (1982)
- The Death of a Burrowing Mole, (1982)
- The Greenstone Griffins, (1983)
- Cold, Lone and Still, (1983)
- No Winding-Sheet, (1984)
- The Crozier Pharaohs, (1984)
- Sleuth’s Alchemy, Cases of Mrs. Bradley and Others (2005)

### Рассказы
- The Case of the Hundred Cats (1938)
- Daisy Bell (1940)
- Strangers' Hall (1950)
- A Light on Murder (1950)
- Rushy Glen (1950)
- Juniper Gammon (1950)
- The Jar of Ginger (1951)
- Manor Park (1951)